# روگا

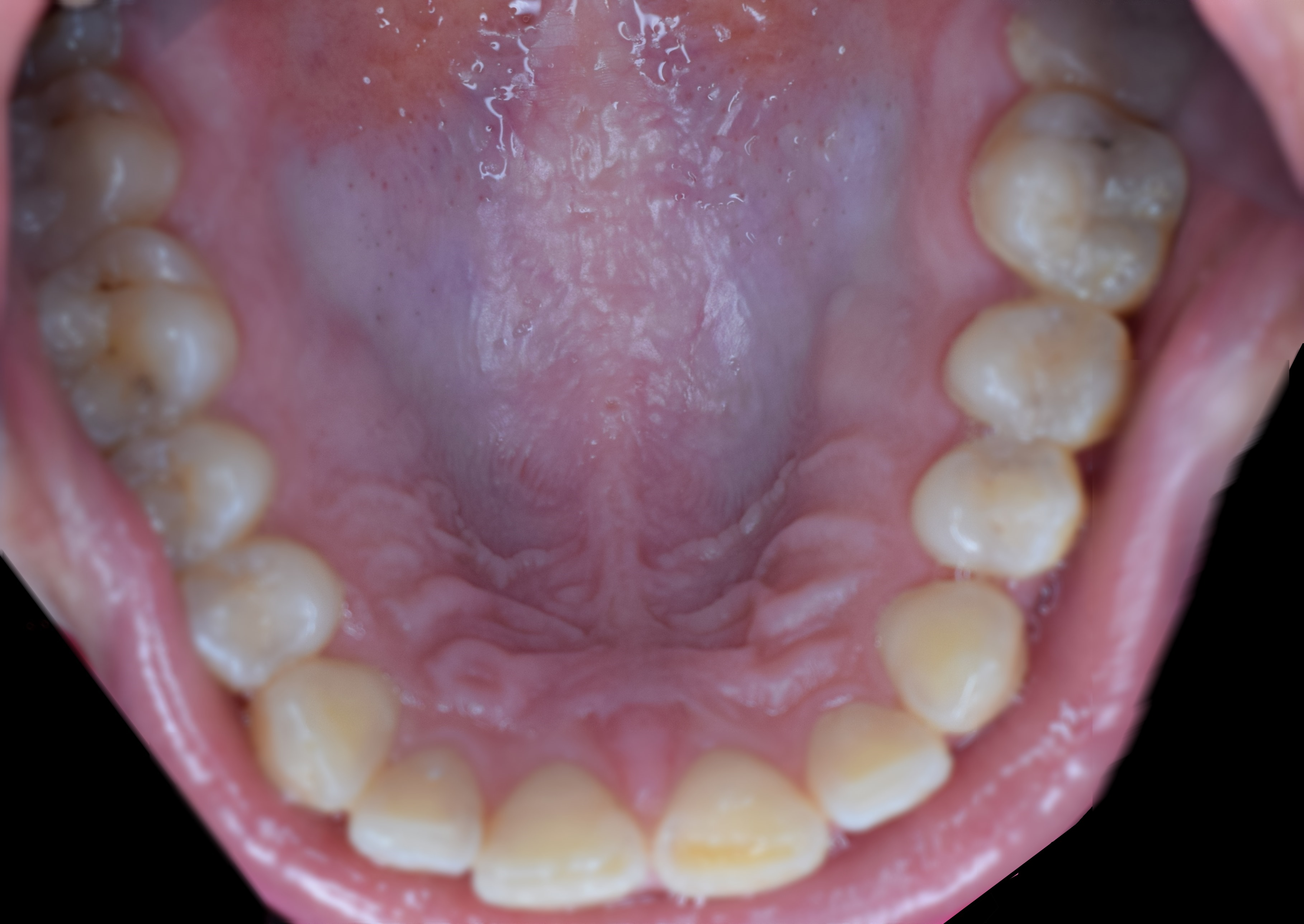
روگا پشت دندان‌های قدامی در کام سخت دهان چین می‌خورد

در آناتومی، روگاها (به انگلیسی: rugae) یا آژنگ‌ها، مجموعه‌ای از برآمدگی‌ها هستند که از چین‌خوردگی دیواره یک عضو ایجاد می‌شوند. یا همان چین‌وشکن‌های‌ غشای مخاطی را گویند. معمولاً روگا به روگای معده سطح داخلی معده اشاره دارد.

## کارکرد
هدف از روگای معده‌ای اجازه دادن برای گسترش معده پس از مصرف خوراک‌ها و مایع‌هاست. این انبساط منجر به مساحت سطح بیشتر می‌شود، در نتیجه در جذب مواد مغذی کمک‌کننده است. آن همچنین حجم معده را برای نگهداری مقدار بزرگی غذا افزایش می‌افزاید.

## جاها
روگاها می‌توانند در جاهای زیر در انسان پدیدار شوند:
- چروک‌های کیسه بیضه
- سخت کام بی‌درنگ پشت دندان‌های قدامی بالایی
- درون شاشدان
- واژن
- زَهره
- درون معده
- درون رکتوم